# Rusalka (Pușkin)
Rusalka (în rusă Русалка, transliterat: Rusalka) este o piesă de teatru dramatică neterminată de Aleksandr Pușkin, care a fost finalizată în 1837, după moartea autorului.
Această piesă se bazează pe legenda rusă a rusalkăi, o creatură mitologică, duh al apelor, câmpiilor și pădurilor.

## Traduceri în limba română
- Pușkin, Aleksandr, Rusalka, tradus de Victor Tulbure, ilustrații de Marcela Codrescu, București, 1959: Editura Cartea Rusă, 72 pag.;